# 牙髓病學
牙髓病學（endodontics；希臘語詞綴："endside-" 表"内部"、"odont-" 表"牙齒"；ICD-10 XI: K04.0-K04.9）是關於牙髓研究，及其治療有關的牙科專業。

## 概論
牙髓病治療包括對正常牙髓的臨床科學以及基礎的研究（牙科診療），與牙髓及相關的牙根尖情況等之病因、診斷、預防，以及疾病和損傷等的治療。牙髓病治療在過去十年中取得了長足的發展，而其實務診治方面極大地改善了牙科治療的品質。
從臨床的角度視之，牙髓病治療涉及牙髓的部分或全部的保存、或則在不可逆轉的牙髓病中去除所有的牙髓質。這包含具有不可逆的發炎、及牙髓組織的感染。不僅是牙髓質還在存時的治療，而且還包含對非手術性的牙髓質治療無效之牙齒保存，或對於已發展出新病灶的牙髓質診療等；比如，需要根管再治療、或則根尖切除術等之療法。
牙髓病治療是牙齒治療最通常的程序之一。如果牙髓（包含神經、小動脈、微靜脈，以及淋巴組織與纖維組織等）患病或受傷時，則需要進行牙髓治療以保存牙齒。

## 參閲
- 牙醫學期刊列表
- ICD-10 第十一章：消化系统疾病
- 根尖周囊腫（英语：Periapical cyst）(periapical cyst)
- 牙髓壞死（英语：Pulp necrosis）(pulp necrosis)
- 牙髓炎（英语：Pulpitis）(pulpitis)
- 根尖切除術（英语：Apicoectomy）(apicoectomy)

## 外部連結

### ICD-10
- ICD-10 Version:2019 (K04.0-K04.9) Archive.today的存檔，存档日期2020-03-31

### 組織
- American Association of Endodontists
- American Board of Endodontics
- British Endodontic Society （页面存档备份，存于）
- Canadian Academy of Endodontics （页面存档备份，存于）
- European Society of Endodontology （页面存档备份，存于）
- Indian Association of Conservative Dentistry and Endodontics （页面存档备份，存于）
- International Federation of Endodontic Associations （页面存档备份，存于）

### 出版品
- Journal of Endodontics Research (JofER) （页面存档备份，存于）
- International Endodontic Journal （页面存档备份，存于）